# 达留什·沃什
达留什·沃什（波蘭語：Dariusz Wosz，1969年6月8日—），德国男子足球运动员，场上位置是中场。他曾代表德国国家队参加2000年欧洲足球锦标赛，结果队伍止步小组赛阶段。